# Chrysoperla orestes
Chrysoperla orestes är en insektsart som först beskrevs av Banks 1911.  Chrysoperla orestes ingår i släktet Chrysoperla och familjen guldögonsländor. Inga underarter finns listade i Catalogue of Life.